# فرنسيس إتش. فريند
فرنسيس إتش. فريند هو سياسي أمريكي، ولد في 17 فبراير 1898، وتوفي في 24 نوفمبر 1958. نشط حزبياً في Maine Republican Party ‏ والحزب الجمهوري. وقد انتخب عضو مجلس نواب مين ‏.